# Jubulaceae
Jubulaceae, porodica jetrenjarki u redu Porellales. Postoje tri roda s ukupno 8 vrsta

## Rodovi
1. genus: Jubula Dumort.
2. genus: Neohattoria Kamim.
3. genus: Nipponolejeunea S. Hatt.